# Robustaurila splendideornata
Robustaurila splendideornata is een mosselkreeftjessoort uit de familie van de Hemicytheridae.